# West Ryder Pauper Lunatic Asylum
West Ryder Pauper Lunatic Asylum es el tercer álbum de estudio de la banda británica de indie rock Kasabian, el cual fue lanzado el 8 de junio de 2009. Es el primer álbum del grupo que no cuenta con la colaboración de Christopher Karloff, luego de abandonar la banda durante las primeras sesiones del segundo álbum de Kasabian, Empire. El guitarrista líder Sergio Pizzorno se vio forzado a asumir todo el proceso de escritura de las canciones, lo que permito que el disco alcanzara un éxito masivo. 
El álbum fue nominado al Mercury Prize de 2009. En octubre de 2009, fue elegido como mejor álbum del año en la revista Q Magazine.

## Historia
"Vlad the Impaler" estuvo disponible de forma gratuita en la página oficial de la banda desde el 31 de marzo hasta el 3 de abril de 2009. El primer lanzamiento físico del álbum fue "Fire", que fue lanzado el 1 de junio. Sergio Pizzorno denominó al álbum como "la banda sonora de una película imaginaria." El álbum incluye un dueto en la canción "West Ryder Silver Bullet", con la actriz Rosario Dawson. El álbum ingresó directamente al UK Album Chart en el #1, siendo el segundo álbum que debuta en esa posición después de Empire. 
"Underdog" se utiluzó para un comercial para Sony BRAVIA Televisions.

## Tema
El West Riding Pauper Lunatic Asylum era una institución mental construida en West Yorkshire, Inglaterra en los años 1880s. Sergio Pizzorno explicó la elección del título: "No es sobre ese lugar, la primera vez que escuche ese nombre fue en un documental que pasaron en televisión, y las palabras sencillamente me impactaron. Me encanta la forma en que se veía y el sentimiento que eso evoca. Al parecer fue uno de los primeros manicomnios para pobres, antes de que fueran principalmente los ricos los que recibieran tratamiento." La portada del álbum muestra a la banda "Vestida para una fiesta en el hospital psiquiátrico". La inspiración para esa portada provino de la portada del segundo álbum de Amon Düül II Made in Germany. En una entrevista para T4, la banda dijo que cada una de las canciones representaba uno de los enfermos mentales internados en el asilo.

## Lista de canciones
Todas las canciones escritas y compuestas por Sergio Pizzorno, excepto donde se mencione. 
| N.º | Título                                          | Duración |  |
| 1.  | «Underdog»                                      | 4:37     |  |
| 2.  | «Where Did All the Love Go?»                    | 4:17     |  |
| 3.  | «Swarfiga»                                      | 2:18     |  |
| 4.  | «Fast Fuse»                                     | 4:10     |  |
| 5.  | «Take Aim»                                      | 5:23     |  |
| 6.  | «Thick as Thieves»                              | 3:06     |  |
| 7.  | «West Ryder Silver Bullet»                      | 5:15     |  |
| 8.  | «Vlad the Impaler»                              | 4:44     |  |
| 9.  | «Ladies and Gentlemen, Roll the Dice»           | 3:33     |  |
| 10. | «Secret Alphabets» (Pizzorno, Helmut Zacharias) | 5:07     |  |
| 11. | «Fire»                                          | 4:13     |  |
| 12. | «Happiness»                                     | 5:16     |  |

| Edición Japonesa |                    |          |  |
| N.º              | Título             | Duración |  |
| 13.              | «Runaway (live)»   | 4:09     |  |
| 14.              | «Cunny Grope Lane» | 3:12     |  |
| 15.              | «Road Kill Café»   | 2:39     |  |

| Japan Only Bonus CD |                                                         |          |  |
| N.º                 | Título                                                  | Duración |  |
| 1.                  | «Shoot the Runner» (live at iTunes Festival)            |          |  |
| 2.                  | «Empire» (live at iTunes Festival)                      |          |  |
| 3.                  | «Stuntman» (live at iTunes Festival)                    |          |  |
| 4.                  | «The Doberman» (live at iTunes Festival)                |          |  |
| 5.                  | «Club Foot» (live at iTunes Festival)                   |          |  |
| 6.                  | «L.S.F. (Lost Souls Forever)» (live at iTunes Festival) |          |  |

| Special Edition Bonus DVD |                                                                                          |          |  |
| N.º                       | Título                                                                                   | Duración |  |
| 1.                        | «Processed Beats» (Live from the Little Noise Sessions)                                  | 4:05     |  |
| 2.                        | «Black Whistler» (Live from the Little Noise Sessions)                                   | 4:00     |  |
| 3.                        | «I.D.» (Live from the Little Noise Sessions)                                             | 3:59     |  |
| 4.                        | «Me Plus One» (Live from the Little Noise Sessions)                                      | 3:06     |  |
| 5.                        | «The Doberman» (Live from the Little Noise Sessions)                                     | 5:12     |  |
| 6.                        | «Runaway» (Live from the Little Noise Sessions)                                          | 3:45     |  |
| 7.                        | «Thick as Thieves» (Live from the Royal Albert Hall for Teenage Cancer Trust)            | 3:26     |  |
| 8.                        | «Fast Fuse» (Live from the Royal Albert Hall for Teenage Cancer Trust)                   | 4:06     |  |
| 9.                        | «Club Foot» (Live from the Royal Albert Hall for Teenage Cancer Trust)                   | 4:44     |  |
| 10.                       | «L.S.F. (Lost Souls Forever)» (Live from the Royal Albert Hall for Teenage Cancer Trust) | 7:21     |  |
| 11.                       | «Vlad the Impaler» (Video)                                                               |          |  |
| 12.                       | «Vlad the Impaler» (The Making Of)                                                       |          |  |
| 13.                       | «Fire» (Music film)                                                                      |          |  |

## Personal
- Tom Meighan – vocalista (todas las canciones excepto "Swarfiga", "Take Aim", "Secret Alphabets" and "Happiness").
- Sergio Pizzorno – guitarrista líder, segunda voz (todas las canciones excepto "Swarfiga", "Take Aim", "Secret Alphabets" y "Happiness"), vocalista en "Take Aim", "Secret Alphabets" and "Happiness".
- Chris Edwards – bajo
- Ian Matthews – batería

Músicos adicionales
- Jay Mehler – Guitarra en "Underdog", "Ladies and Gentlemen (Roll The Dice)" y "Happiness".
- Tim Carter – Guitarra, teclados y percusión.
- Daniel Ralph Martin – guitarra en "Fast Fuse" y piano en "Happiness".
- Rosario Dawson – Vocalista en "West Ryder Silver Bullet".
- Ben Kealey – Teclados en "Ladies and Gentlemen (Roll The Dice)".

## Desempeño en las listas
| Listas (2009)                | Posición |
| ---------------------------- | -------- |
| UK Album Chart               | 1        |
| Australian ARIA Albums Chart | 11       |
| Austrian Albums Chart        | 56       |
| French Albums Chart          | 30       |
| Irish Albums Chart           | 4        |
| Japan Albums Chart           | 11       |
| Netherlands Albums Chart     | 85       |
| New Zealand Albums Chart     | 23       |
| Swiss Albums Chart           | 27       |
| Billboard 200                | 126      |

## Sencillos y videos
- "Fast Fuse" – Lanzado el 2 de octubre de 2007 como bootleg. Aunque no fue el primer lanzamiento oficial del álbum si fue el primer material lanzado de este, recibiendo rotación en Xfm, Absolute Radio y siendo posteado en YouTube. Los miembros del club de fanes podían conseguir la canción en vinilo de 10". A pesar de recibir rotación y ser un lanzamiento limitado, nunca tuvo un video. Si fue usado en cambio en la banda sonora del videojuego FIFA 09. Además ha sido usada como cortinilla de la sección Russell Howard's Good News, en la BBC3.

- "Vlad the Impaler" – Se lanzó de forma gratuita en Internet entre el 31 de marzo de 2009 y el 3 de abril de 2009. La canción se lanzó con un video que contó con la participación de Noel Fielding. Posteriormente se relanzó el 14 de febrero de 2010 con un segundo video musical.

- "Fire" – Lanzado como el primer sencillo oficial el 1 de junio de 2009.

- "Underdog" – Se lanzó el 26 de octubre de 2009 y alcanzó el #32 en el UK Singles Chart.

- "Where Did All the Love Go?" – Lanzada el 17 de agosto de 2009, fue el segundo sencillo oficial, alcanzando el #30 en las listas de Reino Unido. Se lanzó un video musical para apoyar el sencillo.